# Seznam dílů seriálu Sydney na Max
Toto je seznam dílů seriálu Sydney na Max.

## Přehled řad
| Řada | Díly | Premiéra v USA    | Premiéra v USA     | Premiéra v ČR      | Premiéra v ČR      |
| Řada | Díly | První díl         | Poslední díl       | První díl          | Poslední díl       |
| ---- | ---- | ----------------- | ------------------ | ------------------ | ------------------ |
| 1    | 21   | 25. ledna 2019    | 23. července 2019  | 24. února 2020     | 24. dubna 2020     |
| 2    | 21   | 13. prosince 2019 | 21. srpna 2020     | 16. listopadu 2020 | 11. prosince 2020  |
| 3    | 21   | 19. března 2021   | 26. listopadu 2021 | 1. listopadu 2021  | 29. listopadu 2021 |

## Seznam dílů

### První řada (2019)
| Č. v seriálu | Č. v řadě | Původní název                      | Český název                       | Režie              | Scénář                                                                                   | Premiéra v USA    | Premiéra v ČR      | Prod. kód |
| ------------ | --------- | ---------------------------------- | --------------------------------- | ------------------ | ---------------------------------------------------------------------------------------- | ----------------- | ------------------ | --------- |
| 1            | 1         | Can't Dye This                     | To si neodbarvíš                  | David Kendall      | Mark Reisman                                                                             | 25. ledna 2019    | 24. února 2020     | 101       |
| 2            | 2         | Who Let the Dogs In                | Kdo jsem vpustil psy              | David Kendall      | Gary Murphy                                                                              | 1. února 2019     | 25. února 2020     | 106       |
| 3            | 3         | The Parent Track                   | Rodič na stopě                    | David Kendall      | Patrice Asuncion a Nick Rossitto                                                         | 8. února 2019     | 26. února 2020     | 104       |
| 4            | 4         | Adventures in Babe-Sitting         | Hlídání dětí                      | Robbie Countryman  | Denise Moss                                                                              | 22. února 2019    | 27. února 2020     | 107       |
| 5            | 5         | Shaved by the Bell                 | Čas na holení                     | David Kendall      | Mark Reisman                                                                             | 1. března 2019    | 28. února 2020     | 102       |
| 6            | 6         | I Know What You Did Last Sleepover | Co jsi dělala minulou noc         | Danielle Fishel    | Eric Zimmerman a Kirill Baru                                                             | 8. března 2019    | 2. března 2020     | 105       |
| 7            | 7         | Good Grade Hunting                 | Hon na jedničku                   | Robbie Countryman  | Maegan McConnell a Heather Wood                                                          | 15. března 2019   | 3. března 2020     | 108       |
| 8            | 8         | You've Got Female                  | Dívky Vpřed                       | David Kendall      | Denise Moss                                                                              | 22. března 2019   | 4. března 2020     | 103       |
| 9            | 9         | The Lyin' King                     | Lež má krátké nohy                | Wendy Faraone      | Eric Zimmerman a Kirill Baru                                                             | 29. března 2019   | 5. března 2020     | 109       |
| 10           | 10        | Caved and Confused                 | Nadšená a nesvá                   | Jon Rosenbaum      | Nick Rossitto a Patrice Asuncion                                                         | 5. dubna 2019     | 6. března 2020     | 110       |
| 11           | 11        | Can't Hardly Date                  | Už nerandím                       | Jon Rosenbaum      | Gary Murphy                                                                              | 12. dubna 2019    | 13. dubna 2020     | 111       |
| 12           | 12        | Little Shop of Reynolds            | Reynoldsův obchůdek               | Jon Rosenbaum      | Eric Zimmerman a Kirill Baru                                                             | 19. dubna 2019    | 14. dubna 2020     | 112       |
| 13           | 13        | Dude, Where's My Car Wash Money?   | Kde jsou peníze za mytí auta?     | Danielle Fishel    | Patrice Asuncion a Nick Rossitto                                                         | 23. dubna 2019    | 15. dubna 2020     | 113       |
| 14           | 14        | As Bad As She Gets                 | Co z ní vyrostlo                  | Danielle Fishel    | Denise Moss                                                                              | 18. června 2019   | 16. dubna 2020     | 114       |
| 15           | 15        | There's Something About Zach       | Něco na tom Zachovi je            | David Kendall      | Gary Murphy                                                                              | 25. června 2019   | 17. dubna 2020     | 115       |
| 16           | 16        | Nuthin' but a Dance Thang          | Smím prosit                       | Jody Margolin Hahn | Denise Moss                                                                              | 2. července 2019  | 20. dubna 2020     | 116       |
| 17           | 17        | Never Been Pierced                 | Náušnice                          | Jody Margolin Hahn | Maegan McConnell a Heather Wood                                                          | 9. července 2019  | 21. dubna 2020     | 117       |
| 18           | 18        | Nightmare on Syd Street            | Noční můra Syd Street             | Ian Reed Kesler    | Kirill Baru a Eric Zimmerman                                                             | 16. července 2019 | 12. listopadu 2020 | 118       |
| 19           | 19        | Mo' Grandmas, Mo' Problems         | Víc babiček, víc starosti         | Danielle Fishel    | Nick Rossitto a Patrice Asuncion                                                         | 16. července 2019 | 22. dubna 2020     | 119       |
| 20           | 20        | Dancin' the Vida Loca              | Labutí jezero                     | David Kendall      | Gary Murphy                                                                              | 23. července 2019 | 23. dubna 2020     | 120       |
| 21           | 21        | How Sydney Got Her Phone Back      | Jak Sydney získala zpátky telefon | Robbie Countryman  | námět: Eric Zimmerman, Kirill Baru, Patrice Asuncion a Nick Rossitto scénář: Denise Moss | 23. července 2019 | 24. dubna 2020     | 121       |

### Druhá řada (2019–2020)
| Č. v seriálu | Č. v řadě | Původní název               | Český název                | Režie              | Scénář                           | Premiéra v USA    | Premiéra v ČR      | Prod. kód |
| ------------ | --------- | --------------------------- | -------------------------- | ------------------ | -------------------------------- | ----------------- | ------------------ | --------- |
| 22           | 1         | How the Syd Stole Christmas | Jak Sydney zrušila Vánoce  | Robbie Countryman  | Nick Rossitto a Patrice Asuncion | 13. prosince 2019 | 16. listopadu 2020 | 201       |
| 23           | 2         | Father of the Bribe         | Otec úplatkář              | Robbie Countryman  | Mark Reisman                     | 23. března 2020   | 17. listopadu 2020 | 202       |
| 24           | 3         | Sister Pact                 | Holčičí dohoda             | Jon Rosenbaum      | Emily Hirshey                    | 24. března 2020   | 18. listopadu 2020 | 205       |
| 25           | 4         | Night Not at the Museum     | Nemuzejní noc              | Robbie Countryman  | Gary Murphy                      | 25. března 2020   | 19. listopadu 2020 | 203       |
| 26           | 5         | Going the Green Mile        | Na zelené vlně             | Jon Rosenbaum      | Denise Moss                      | 26. března 2020   | 20. listopadu 2020 | 204       |
| 27           | 6         | Girlz II Women              | Z dívky ženou              | Jody Margolin Hahn | Cailan Rose                      | 27. března 2020   | 23. listopadu 2020 | 206       |
| 28           | 7         | Baby One More Rhyme         | Ještě jeden rým            | Jody Margolin Hahn | Patrice Asuncion a Nick Rossito  | 3. dubna 2020     | 24. listopadu 2020 | 210       |
| 29           | 8         | Mrs. Harris' Opus           | Opus paní Harrisové        | Raven-Symoné       | Nick Rossitto a Patrice Asuncion | 10. dubna 2020    | 25. listopadu 2020 | 215       |
| 30           | 9         | The Lunch Club              | Spolusedící                | Kelly Park         | Cailan Rose                      | 1. června 2020    | 26. listopadu 2020 | 214       |
| 31           | 10        | Boy Meets Dad               | Otcové a synové            | Jody Margolin Hahn | Denise Moss                      | 2. června 2020    | 27. listopadu 2020 | 211       |
| 32           | 11        | Slurping with the Enemy     | Popíjení s nepřítelem      | Kelly Park         | Eric Zimmerman a Kirill Baru     | 3. června 2020    | 30. listopadu 2020 | 213       |
| 33           | 12        | What's My Grade Again?      | Do jaké třídy jdu?         | Caroline Rhea      | Emily Hirshey                    | 4. června 2020    | 1. prosince 2020   | 217       |
| 34           | 13        | Crush Hour                  | Hodina H                   | Robbie Countryman  | Gary Murphy                      | 5. června 2020    | 2. prosince 2020   | 221       |
| 35           | 14        | Bummer Rental               | Na chatě                   | Danielle Fishel    | Kirill Baru a Eric Zimmerman     | 12. června 2020   | 3. prosince 2020   | 218       |
| 36           | 15        | My Best Friends' Ending     | Konec přátelství           | Jon Rosenbaum      | Kirill Baru a Eric Zimmerman     | 19. června 2020   | 4. prosince 2020   | 207       |
| 37           | 16        | Sing It On                  | Zazpívej to                | David Kendall      | Aaron Wiener                     | 26. června 2020   | 7. prosince 2020   | 219       |
| 38           | 17        | Rock the Float!             | Vzhůru na palubu           | David Kendall      | Cailan Rose                      | 17. července 2020 | 8. prosince 2020   | 220       |
| 39           | 18        | The Big Rozalski            | Sourozenci Rozalski        | Ian Reed Kesler    | Maegan McConnell a Heather Wood  | 24. července 2020 | 9. prosince 2020   | 208       |
| 40           | 19        | When Harry Met Sydney       | Když Harry potkal Sydney   | Danielle Fishel    | Emily Hirshey                    | 7. srpna 2020     | 10. prosince 2020  | 209       |
| 41           | 20        | Look Who's Rocking          | Podívejme, kdo to rozjíždí | Danielle Fishel    | Gary Murphy                      | 14. srpna 2020    | 11. prosince 2020  | 214       |
| 42           | 21        | Thirteen Candles            | Třináct svíček             | Jon Rosenbaum      | Denise Moss                      | 21. srpna 2020    | 11. prosince 2020  | 216       |

### Třetí řada (2021)
| Č. v seriálu | Č. v řadě | Původní název                 | Český název                      | Režie                 | Scénář                           | Premiéra v USA     | Premiéra v ČR      | Prod. kód |
| ------------ | --------- | ----------------------------- | -------------------------------- | --------------------- | -------------------------------- | ------------------ | ------------------ | --------- |
| 43           | 1         | Tearin’ Up My Room            | Zničení pokoje                   | Robbie Countryman     | Denise Moss                      | 19. března 2021    | 1. listopadu 2021  | 301       |
| 44           | 2         | A Good Few Mentors            | Pár správných mentorek           | Robbie Countryman     | Gary Murphy                      | 26. března 2021    | 2. listopadu 2021  | 302       |
| 45           | 3         | He's All That                 | Takový normální kluk             | Robbie Countryman     | Emily Hirshey                    | 2. dubna 2021      | 3. listopadu 2021  | 303       |
| 46           | 4         | Three Amigas and a Harry      | Tři Amigas a jeden Harry         | Danielle Fishel       | Kirill Baru a Eric Zimmerman     | 9. dubna 2021      | 4. listopadu 2021  | 304       |
| 47           | 5         | Boy Story                     | Příběh chlapce                   | Danielle Fishel       | Nick Rossitto a Patrice Asuncion | 16. dubna 2021     | 5. listopadu 2021  | 305       |
| 48           | 6         | My Own First Enemies          | Sama sobě nepřítelem             | Danielle Fishel       | Cailan Rose                      | 23. dubna 2021     | 8. listopadu 2021  | 306       |
| 49           | 7         | The Hair Switch Project       | Projekt vlasy                    | Morenike Joela        | Kourtney Richard                 | 30. dubna 2021     | 9. listopadu 2021  | 309       |
| 50           | 8         | The Bat Mitzvah Planner       | Ohrožená Bat Mitzva              | David Kendall         | Mark Reisman                     | 7. května 2021     | 10. listopadu 2021 | 307       |
| 51           | 9         | Man! I Feel Like a Genius     | Připadám si jako génius          | Jon Rosenbaum         | Gary Murphy                      | 14. května 2021    | 11. listopadu 2021 | 310       |
| 52           | 10        | What's Eating Olive Rozalski? | Co žere Olive Rozalskou?         | Morenike Joela        | Eric Zimmerman a Kirill Baru     | 4. června 2021     | 12. listopadu 2021 | 311       |
| 53           | 11        | Do the Write Thing            | Udělej správnou věc              | Raven-Symoné          | Patrice Asuncion a Nick Rossitto | 11. června 2021    | 15. listopadu 2021 | 312       |
| 54           | 12        | Cool Intensions               | Nebezpečné úmysli                | Ian Reed Kesler       | Denise Moss                      | 18. června 2021    | 16. listopadu 2021 | 313       |
| 55           | 13        | A Crush of Their Own          | Láska na první pohled            | David Kendall         | Emily Hirshey                    | 25. června 2021    | 17. listopadu 2021 | 314       |
| 56           | 14        | The Hunt for the Rad October  | Hon na Halloween                 | Jon Rosenbaum         | Aaron Weiner                     | 8. října 2021      | 18. listopadu 2021 | 308       |
| 57           | 15        | Jingled Out                   | Přeznělkovaná                    | Caroline Rhea         | Cailan Rose                      | 15. října 2021     | 19. listopadu 2021 | 315       |
| 58           | 16        | Honey, You Shrunk the Fit     | Velké, nesnáze s malým oblečením | Danielle Fishel       | Patrice Asuncion a Nick Rossitto | 22. října 2021     | 22. listopadu 2021 | 316       |
| 59           | 17        | Family Buy                    | Rodinné investice                | Leonard R. Garner Jr. | Denise Moss a Gary Murphy        | 29. října 2021     | 23. listopadu 2021 | 317       |
| 60           | 18        | My Cousin Lexi                | Sestřenka Lexi                   | Raven-Symoné          | Kourtney Richard                 | 5. listopadu 2021  | 24. listopadu 2021 | 318       |
| 61           | 19        | Praise Your Voice             | Chvála hlasu                     | Robbie Countryman     | Cailan Rose                      | 12. listopadu 2021 | 25. listopadu 2021 | 319       |
| 62           | 20        | Pie Hard                      | Koláčová past                    | Jody Margolin Hahn    | Emily Hirshey                    | 19. listopadu 2021 | 26. listopadu 2021 | 320       |
| 63           | 21        | Any Given Sunday Brunch       | Zákeřný nedělní branč            | David Kendall         | Kirill Baru a Eric Zimmerman     | 26. listopadu 2021 | 29. listopadu 2021 | 321       |